# Gracia Mendes Nasi
Gracia Mendes Nasi, portugalska Judinja, * 1510, Lizbona, † 1569.
Bila je ena najbogatejših Judinj renesančne Evrope.